# Gabe Paul
Gabe Paul (Rochester, 4 gennaio 1910 – Tampa, 26 aprile 1998) è stato un imprenditore statunitense che è stato dal 1952 al 1956 il proprietario dei Cleveland Indians, franchigia della Major League Baseball.

## Biografia
Nato a Rochester (New York), e di origini ebraiche, Paul ha iniziato a giocare all'età di dieci anni come batboy per i Rochester Tribe della AA International League e in seguito ha frequentato la Monroe High School. Alla fine, lavorò per Warren Giles, che divenne business manager dei Rochester Red Wings. Quando Giles assunse il front office dei Cincinnati Reds nel 1937, Paul divenne il segretario di viaggio dei Reds.
Dopo essere tornato dal servizio militare durante la seconda guerra mondiale, Paul fu promosso vicepresidente.

## Affari
Il 20 novembre 1962 comprò il franchising e studio seriamente la possibilità di spostare la squadra in altri cieli. Oakland, Seattle, Dallas e poi Minneapolis sono alcuni citati. Gabe Paul cambiò in seguito idea, tuttavia, e decise di rimanere a Cleveland e costruire lì una squadra vincente. Non riuscì a raggiungere il suo obiettivo e rinunciò alla franchigia vendendola il 13 agosto 1966 a Vernon Stouffer per 8 milioni di dollari.
Paul è stato amministratore delegato dei Cincinnati Reds (dal 1951 al 1960), degli Houston Colt 45s (dal 1960 al 1961), dei Cleveland Indians (dal 1961 al 1973) e dei New York Yankees (dal 1974 al 1977), nonché presidente della Indians e Yankees (dal 1973 al 1977).
Fu sotto la guida di Gabe Paul che i Cincinnati Reds schierarono per la prima volta afroamericani e latinoamericani nel 1954. Nel 1960 entra a far parte della nuova franchigia appena assegnata alla città di Houston e diventa il primo amministratore delegato nella storia di quelli che allora erano chiamati Colt 45s (poi Houston Astros). La squadra ha fatto il suo debutto nella National League nella primavera del 1962, ma i conflitti con i proprietari hanno spinto Paul a lasciarla un anno prima della sua prima partita.
A New York negli anni '70 , aiutò George Steinbrenner a costruire un nuovo club campione dopo la conquista delle World Series 1977 da parte degli Yankees. È Paul che ha negoziato l'arrivo di diversi giocatori, tramite transazioni o tramite il mercato emergente dei free agent, il più famoso dei quali è stato Reggie Jackson. L'attore Kevin Conway interpreta Gabe Paul nella serie televisiva degli Yankees del 1977 The Bronx Is Burning.